# Palm Springs Pop Festival
Das Palm Springs Pop Festival bestand aus zwei Festivalabenden, die Anfang April 1969 an verschiedenen Orten stattfanden und durch randalierende Fans und Polizeigewalt gekennzeichnet waren.

## 1. April 1969
Der erste Festivalabend fand am Dienstag, dem 1. April 1969 im Sunair Drive-In (einem Freiluftkino) in Cathedral City drei Meilen östlich von Palm Springs statt. Am Eingang wurde zum „Palm Springs Pot Festival“ von 18 Uhr bis Mitternacht unter dem Motto „Come high and stay high“ eingeladen. Etwa 5000 Besucher hatten Tickets, zahlreiche weitere überwanden die Zäune und Mauern des Geländes. Die Polizei versuchte um Mitternacht vergeblich, das Festival zu beenden.
Es spielten:
- Procol Harum
- Flying Burrito Brothers
- Gram Parsons
- John Mayall
- Paul Butterfield Blues Band
- Lee Michaels
- Hard Lucky Boy

Jeff Beck und Moby Grape waren angekündigt, traten aber nicht auf. Timothy Leary hielt eine Ansprache mit dem Slogan „Keep it going, smoke it, get it on“.

## 3. April 1969
Der zweite Festivalabend wurde am Donnerstag, dem 3. April 1969 im Palm Springs Angel Baseball Stadium veranstaltet. 3500 Besucher kamen mit Tickets in das Stadion. Starke Sicherheitskräfte hinderten die weiteren Fans, die sich vor dem Stadion versammelten, am Eindringen. Ein 16-Jähriger wurde bei dem aufkommenden Aufruhr erschossen, eine 20-Jährige wurde angeschossen. Es gab zahlreiche Verletzte und Festnahmen. In der Folge wurden lange Zeit keine Rockfestivals in der Umgebung von Palm Springs erlaubt.
Es spielten:
- Ike & Tina Turner Revue
- Savoy Brown
- Buddy Miles Express
- Canned Heat